# تدریج‌گرایی تباری

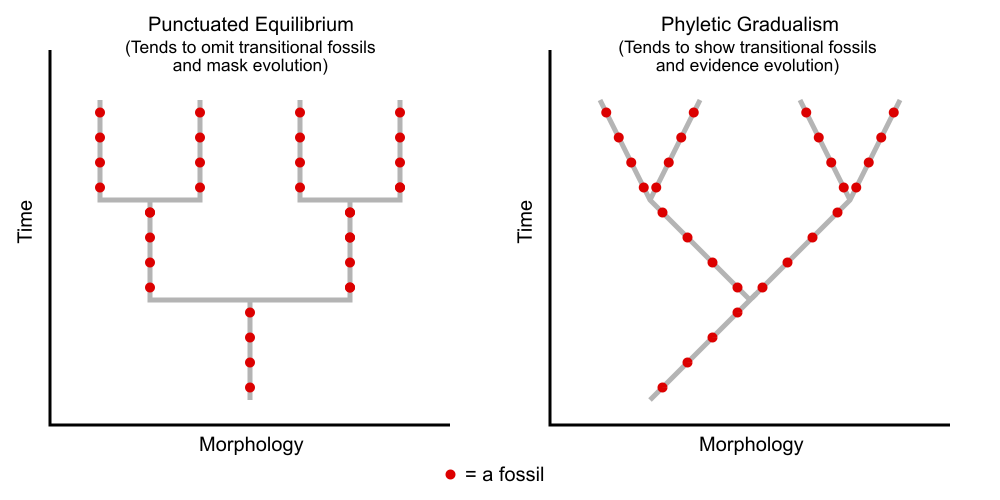
نمودار تدریج‌گرایی تباری

تدریج‌گرایی تباری (انگلیسی: Phyletic gradualism) مدلی از فرگشت است که این نظریه را مطرح می‌کند که فرگشت بیشتر گونه‌ها کند، یکنواخت و تدریجی است. هنگامی که فرگشت در این حالت رخ می‌دهد، معمولاً با تبدیل مداوم یک گونه کامل به گونه جدید (از طریق فرآیندی به نام آناژنز) است. در این دیدگاه، هیچ خط مشخصی از مرزبندی بین گونه‌های نیاکان و گونه‌های فرزندان وجود ندارد، مگر اینکه شاخه‌زایی رخ دهد. این نظریه با تعادل نقطه‌ای در تضاد است.

## تاریخچه
واژهٔ phyletic از واژهٔ یونانی φυλετικός phūletikos گرفته شده‌است که معنای‌تبار را می‌رساند. تدریج‌گرایی تباری با نظریه تعادل نقطه‌ای در تضاد است، که پیشنهاد می‌کند بیشترین فرگشت در دوره‌های نادری از فرگشت سریع، زمانی که یک گونه واحد به دو گونه جداگانه تقسیم می‌شود، و به دنبال آن یک دوره طولانی ایستایی یا عدم تغییر، جدا می‌شود. هر دوی این مدل‌ها با فرگشت سریع متغیر ("آهنگ تغییر") در تضاد هستند، که معتقد است گونه‌های مختلف با آهنگ حرکتی متفاوت فرگشت می‌یابند، و دلیلی وجود ندارد که یک نرخ تغییر را بر دیگری تأکید کنیم.
ریچارد داوکینز زیست‌شناس فرگشتی استدلال می‌کند که تدریج‌گرایی با نرخ پایدار در ادبیات حرفه‌ای وجود ندارد؛ بنابراین، این اصطلاح تنها به عنوان حالتی برای طرفداران تعادل نقطه‌گذاری عمل می‌کند. داوکینز در کتاب ساعت‌ساز نابینا خود دید که خود چارلز داروین، آن‌طور که نایلز الدرج و استیون جی گولد پیشنهاد کرده‌اند، یک تدریج‌گرای ثابت نبوده‌است. داروین در نخستین ویرایش کتاب «دربارهٔ خاستگاه گونه‌ها» بیان کرد که «گونه‌های سرده‌ها و رده‌های مختلف با آهنگی یکسان یا با یک درجه تغییر نکرده‌اند. در کهن‌ترین بسترهای ترشیتری، ممکن است چند صدف زنده در میان انبوهی از شکل‌های منقرض‌شده یافت شود. لینگولا سیلورین تفاوت کمی با گونه‌های زنده این سرده دارد.»
لینگولا یکی از معدود بازویودهایی است که امروزه زنده مانده‌اند، اما از سنگواره‌های با قدمت بیش از ۵۰۰ میلیون سال نیز شناخته شده‌است. داروین در ویرایش پنجم از کتاب خاستگاه گونه‌ها نوشت که: «دوره‌هایی که در طی آن گونه‌ها دستخوش دگرگونی شده‌اند، اگرچه به اندازه سال‌ها اندازه‌گیری می‌شوند، احتمالاً در مقایسه با دوره‌هایی که در آن‌ها همان شکل را حفظ می‌کنند، کوتاه بوده‌است».